# Hadrut (Provinz)

Lage Hadruts in der Republik Arzach

Hadrut (armenisch Հադրութ, auch Hadrout) war eine Provinz der international nicht anerkannten Republik Arzach, die durch den Krieg um Bergkarabach 2020 von den Truppen Aserbaidschans eingenommen wurde. Hauptstadt war die ebenfalls 2020 von Aserbaidschan eroberte Stadt Hadrut. Sie verwaltete neben ihrem ursprünglichen Kerngebiet auch die besetzten Bezirke Füzuli (teilweise) und Cəbrayıl.

## Geografie

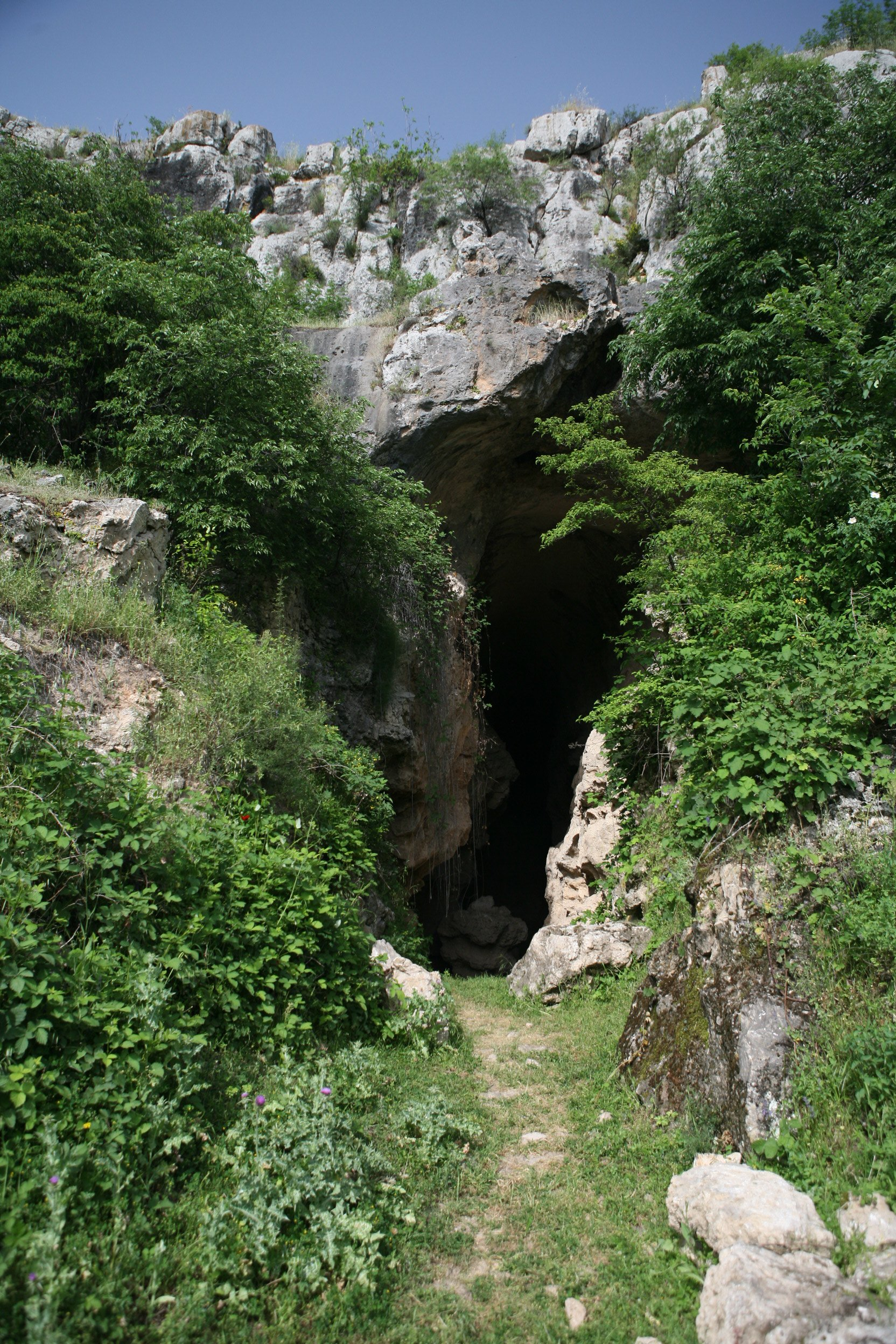
Eingang zu den Asych-Höhlen

Die Provinz hatte laut der Republik Arzach nominell eine Fläche von 1876,8 Quadratkilometern. Sie erstreckte sich vom südlichen Karabachgebirge in die Ebenen des Aras-Tals. Der Aras, Grenzfluss zum Iran im Süden, ist zugleich größter Fluss der Provinz. Im Westen grenzte die Provinz Kaschatagh beziehungsweise die aserbaidschanischen Bezirke Laçın, Qubadlı und Zəngilan an. Im Norden die Provinz Schuschi oder der entsprechende Bezirk Aserbaidschans, die Provinz Askeran, aserbaidschanisch Bezirk Xocalı, und die Provinz Martuni, die für Aserbaidschan wie das Kerngebiet Hadruts zum Bezirk Xocavənd gehört. Im Osten bildete die lange Zeit bestehende Waffenstillstandslinie die Grenze zu Aserbaidschan mit den unbesetzten Teilen des Bezirks Füzuli.
Neben dem Aras fließen die im Karabachgebirge entspringenden Flüsse Ischkan, Koslutschaj, Tschachmach und Singyanakap, die alle in den Aras münden, durch das Land. Im Gebiet liegen die Asych-Höhlen, in denen sich steinzeitliche Malereien finden.

## Geschichte

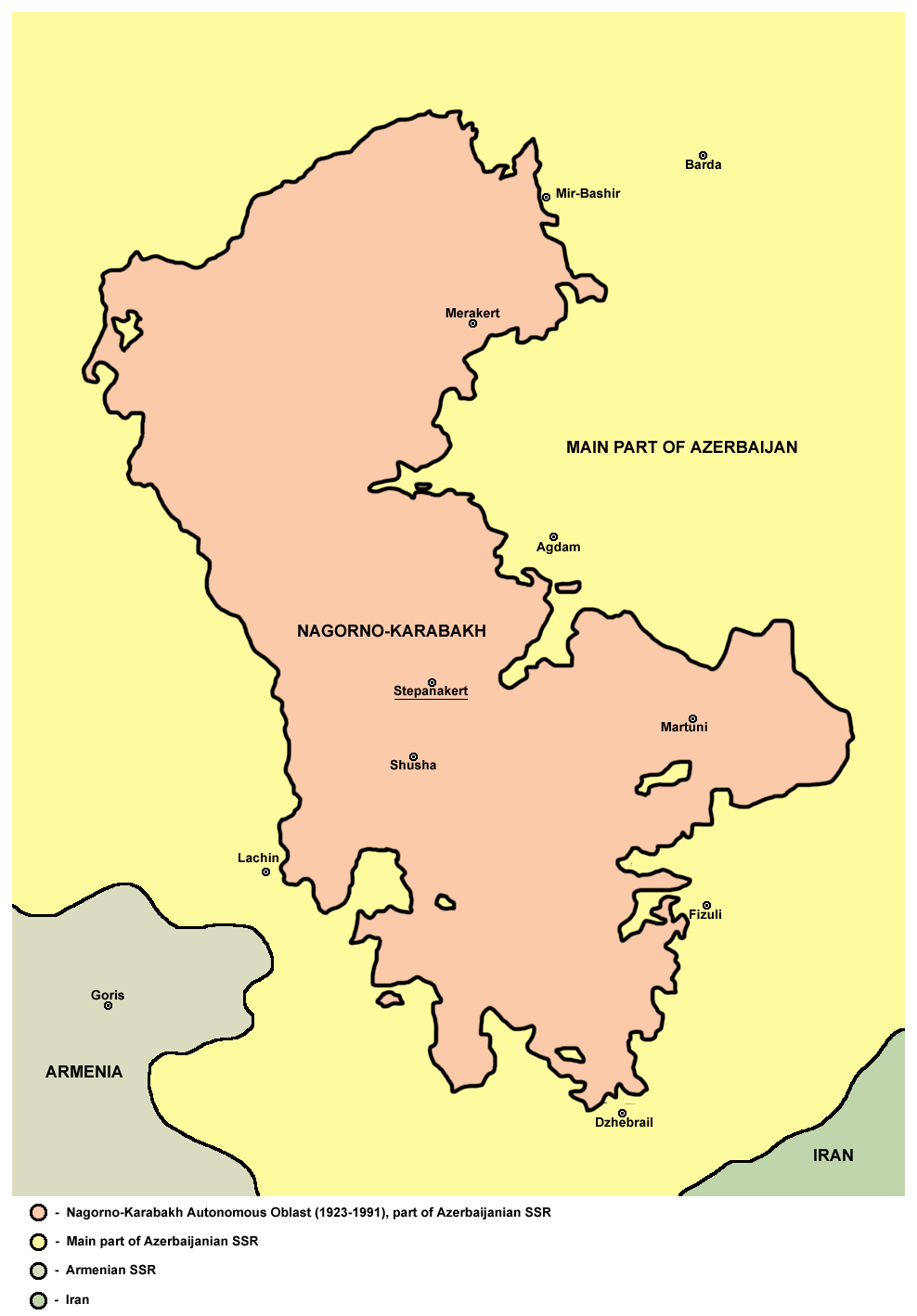
Die Verwaltungseinheit Rayon Hadrut, Vorgänger der Provinz Hadrut, im Süden der Autonomen Oblast Bergkarabach in Gelb.

Das Gebiet im Süden der Region Bergkarabach war im Laufe seiner Geschichte Teil vieler armenischer Herrschaftsgebiete und stand seit dem 7. Jahrhundert häufig unter der Vorherrschaft islamischer Staaten. Schließlich war es Teil des Meliktums Disak, das im 18. Jahrhundert in das Khanat Karabach eingegliedert wurde. Das Khanat wurde im 19. Jahrhundert Teil des Russischen Reiches und in diesem aufgelöst. Nach der Oktoberrevolution und der Unabhängigkeitserklärung der Staaten südlich des Kaukasus war die Region zwischen der Republik Armenien und der Republik Aserbaidschan umstritten und umkämpft. Nach Eingliederung beider Staaten in die Sowjetunion fiel das Gebiet an die Aserbaidschanische SSR, in dem die bergigen nördlichen Teile mit armenischer Bevölkerung zum Autonomen Oblast Bergkarabach kamen, die südlichen mit aserbaidschanischer Bevölkerung ohne Autonomie verwaltet wurden.
Nachdem sich in den 1980er Jahren der Bergkarabachkonflikt zwischen den Armeniern und Aserbaidschanern sowie der Aserbaidschanischen SSR verschärft hatten, erklärte Bergkarabach während des Zusammenbruchs der Sowjetunion 1991 die Unabhängigkeit und es kam zu einem offenen Krieg, in dem Armenien Bergkarabach unterstützte. Die Republik Bergkarabach beziehungsweise die armenische Armee konnten sich behaupten und die Gebiete zwischen dem Karabachgebirge und dem Aras besetzen. Die aserbaidschanische Bevölkerung floh. Die Provinz ging aus dem Rayon Hadrut der Autonomen Oblast hervor. 1991 wurde dieser im Zuge der offiziellen Auflösung der Autonomie vom aserbaidschanischen Parlament mit dem Rayon Martuni zum Bezirk Xocavənd zusammengelegt, was durch den Krieg jedoch nicht umgesetzt wurde. Nach der Besetzung der südlich gelegenen Teile Aserbaidschans verwaltet die Provinz auch Teile des aserbaidschanischen Bezirks Füzuli und den gesamten Bezirk Cəbrayıl.
Im Laufe des Oktobers und Anfang November 2020 wurde die Provinz im Krieg um Bergkarabach zum größten Teil von aserbaidschanischen Truppen erobert. Wie viele Personen in den Orten zurückblieben, ist nicht bekannt. Nach Angaben des arzachischen Gouverneurs der Provinz Hadrut, Kamo Petrosyan, vom 22. November 2020 wurden durch die Besetzung insgesamt 13.500 Personen aus der Stadt Hadrut und 45 Dörfern der Provinz obdachlos. Flüchtlinge aus Hadrut machten sich bereits kurz nach dem Waffenstillstand durch Kundgebungen vor den Botschaften Russland, Frankreichs und der USA bemerkbar, für die sie Briefe mit der Forderung nach „De-Okkupation“ Hadruts mitbrachten. Der französische Botschafter Jonathan Lacote empfing sie persönlich. Am 16. November 2020 wurden Hadruter Flüchtlinge vom armenischen Staatspräsidenten Armen Sarkissjan empfangen. Nach Angaben des Gouverneurs Kamo Petrosyan wurden die isolierten Ortschaften Chzaberd (Çaylaqqala) und Hin Tagher (Köhnə Tağlar) ganz im Westen der Provinz bis zum Waffenstillstand in der Nacht vom 9. zum 10. November 2020 von karabach-armenischen Einheiten gehalten und blieben somit laut Waffenstillstandsabkommen zunächst außerhalb aserbaidschanischer Kontrolle, und damit auch das Kloster Katarowank bei Hin Tagher. Nach aserbaidschanischen Angriffen am 11. und 12. Dezember räumten armenische Milizen und russische Friedenstruppen die Ortschaften, sodass sie in Folge auch unter aserbaidschanische Kontrolle kamen und ihre Zivilbevölkerung ebenfalls flüchtete.

## Ortschaften und Einwohner
Die Provinz hatte laut dem Zensus von Bergkarabach von 2005 12 005 Einwohner bei 6,4 Einwohnern pro Quadratkilometer. Für 2015 wurden 13.600 Einwohner angegeben, davon 4.100 in Städten und 9.500 in ländlichen Gemeinden. In der Provinz lagen eine Stadt (Hadrut), acht größere Orte und 20 Gemeinden (2005) beziehungsweise 2015 eine Stadt und 29 Gemeinden.
| Armenischer Name (zugeh. Ortsteile)          | in armenischer Schrift | Aserbaidschanischer Name | Einwohner nach Zensus 2005 | Koordinaten |
| -------------------------------------------- | ---------------------- | ------------------------ | -------------------------- | ----------- |
| Hadrut (Tjak, Wank)                          | Հադրութ                |                          | 2 974                      | Lage        |
| Ajgestan (Melikaschen)                       | Այգեստան               | Qoçbəyli                 | 308                        | Lage        |
| Asoch                                        | Ազոխ                   | Azıx                     | 806                        | Lage        |
| Aknaghbjur                                   | Ակնաղբյուր             | Ağbulaq                  | 330                        | Lage        |
| Arakel (Dsoragjugh, Dschraberd, Saralandsch) | Առաքել                 | Arakül                   | 173                        | Lage        |
| Arewschat                                    | Արևշատ                 | Dolanlar                 | 180                        | Lage        |
| Banadsor (Zor)                               | Բանաձոր                | Binədərəsi               | 167                        | Lage        |
| Drachtik                                     | Դրախտիկ                | Zoğalbulaq               | 417                        | Lage        |
| Taghaser                                     | Թաղասեռ                | Tağaser                  | 491                        | Lage        |
| Taghut                                       | Թաղուտ                 | Ataqut                   | 198                        | Lage        |
| Chandschadschor (Hajkawan)                   | Խանձաձոր               | Ağcakənd                 | 205                        | Lage        |
| Chzaberd (Spitakaschen)                      | Խծաբերդ                | Çaylaqqala               | 165                        | Lage        |
| Zakuri                                       | Ծակուռի                | Hünərli                  | 100                        | Lage        |
| Zamdschor (Sarinschen)                       | Ծամձոր                 | Dərəkənd                 | 81                         | Lage        |
| Hachlu/Hartaschen                            | Հախլլու                | Axullu                   | 101                        | Lage        |
| Hakaku                                       | Հակակու                | Ağdam                    | 145                        | Lage        |
| Hin Tagher                                   | Հին Թաղեր              | Köhnə Tağlar             | 168                        | Lage        |
| Mariamadsor                                  | Մարիամաձոր             | Məmməddərə               | 258                        | Lage        |
| Mez Tagher                                   | Մեծ Թաղեր              | Böyük Tağlar             | 1 503                      | Lage        |
| Mochrenes                                    | Մոխրենես               | Susanlıq                 | 212                        | Lage        |
| Noraschen                                    | Նորաշեն                | Günəşli                  | 112                        | Lage        |
| Pletanz (Zachkawank)                         | Պլեթանց                | Bulutan                  | 74                         | Lage        |
| Dschrakus (Hogher)                           | Ջրակուս                | Çiraquz                  | 237                        | Lage        |
| Wardaschat                                   | Վարդաշատ               | Edişa                    | 166                        | Lage        |
| Togh                                         | Տող                    | Tuğ                      | 700                        | Lage        |
| Tumi                                         | Տումի                  | Binə                     | 760                        | Lage        |
| Uchtadsor                                    | Ուխտաձոր               | Edilli                   | 327                        | Lage        |
| Kjuratagh                                    | Քյուրաթաղ              | Düdükçü                  | 274                        | Lage        |
| Karmrakutsch                                 | Կարմրակուճ             | Qırmızıqaya              | 125                        | Lage        |
| Sonstige                                     | Sonstige               | Sonstige                 | 148                        |             |
| Aradschamugh                                 | Առաջամուղ              |                          | nicht geführt              | Lage        |
| Arpagetik                                    | Արփագետիկ              | Arpagədik                | nicht geführt              | Lage        |
| Idschewanatun                                | Իջեւանատուն            | Qarğabazar               | nicht geführt              | Lage        |
| Dschrakan/Mechakawan                         | Ջրական                 | Cəbrayıl                 | nicht geführt              | Lage        |
| Karagluch                                    | Քարագլուխ              | Daşbaşı                  | nicht geführt              | Lage        |
| Petrosaschen                                 | Պետրոսաշեն             |                          | nicht geführt              | Lage        |
| Waranda                                      | Վարանդա                | Füzuli                   | nicht geführt              | Lage        |
| Karte mit allen Koordinaten : OSM \| WikiMap |                        |                          |                            |             |